# Skid Row

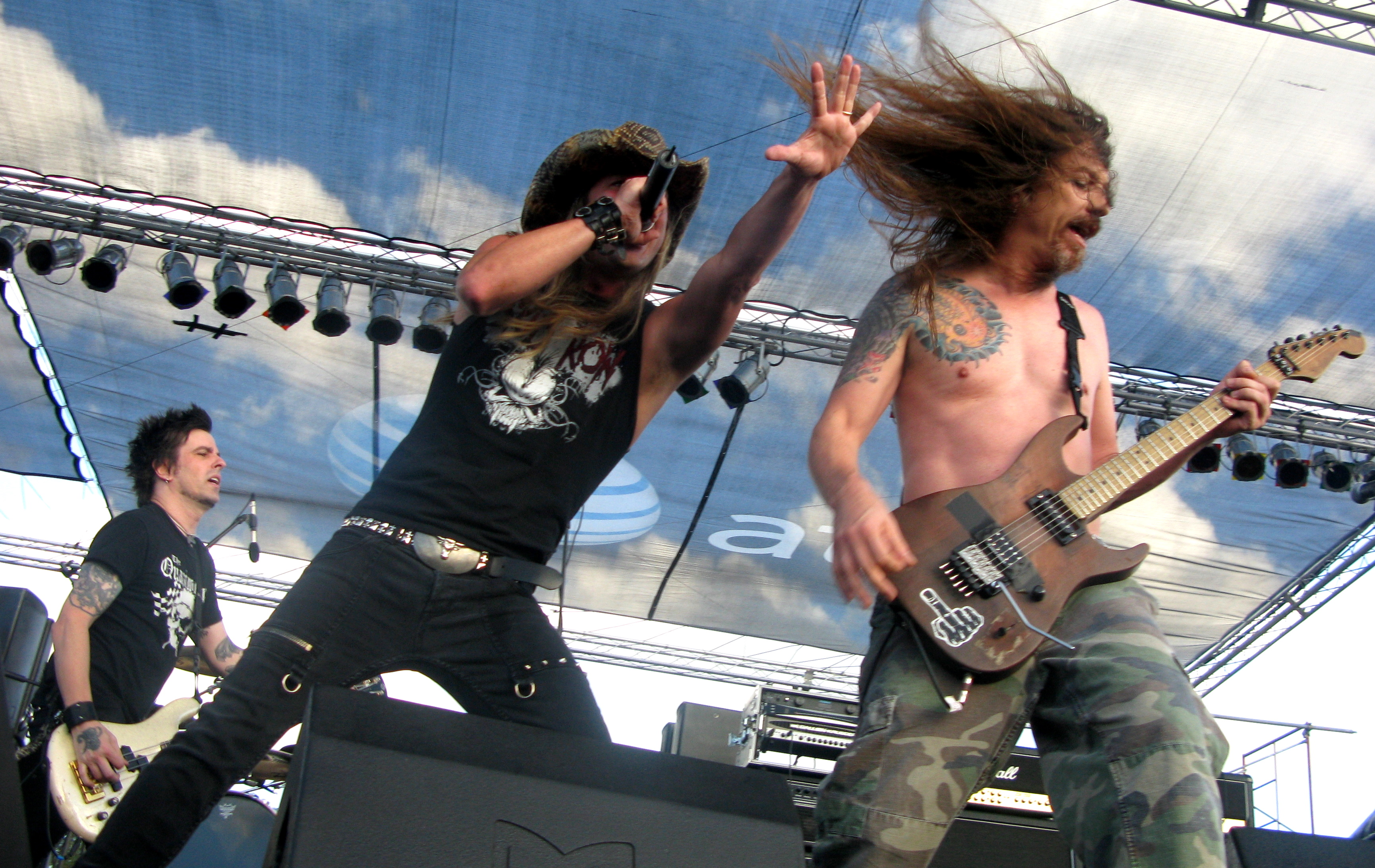
Skid Row in 2008

Skid Row is een Amerikaanse heavymetalband, opgericht in 1986 in New Jersey. De band was vooral populair in de jaren tachtig en begin jaren negentig van de twintigste eeuw, dankzij het succes van hun twee eerste albums. Halverwege de jaren negentig viel de originele (en tevens populairste) bezetting met leadzanger Sebastian Bach, uiteen en sindsdien opereert de band met een andere zanger (eerst Johnny Solinger, later Erik Grönwall) en drummer (Rob Hammersmith). Hun grootste hits waren 18 and Life en I Remember You.

## Discografie
- Skid Row (1989)
- Slave to the Grind (1991)
- B-Sides Ourselves (1992)
- Subhuman Race (1995)
- Thickskin (2003)
- Revolutions per Minute (2006)
- Rise Of The Damnation Army – United World Rebellion: Chapter Two (2014)[1]
- The Gang's All Here (2022)

## Bezetting

### huidige bezetting
- Rachel Bolan  - Basgitaar, achtergrondzang (1986-heden)
- Dave "The Snake" Sabo  - Gitaar, achtergrondzang (1986-heden)
- Scotti Hill  - Gitaar, achtergrondzang (1987-heden)
- Erik Grönwall - Zang (2022-heden)
- Rob Hammersmith  - Drums (2010-heden)

### Ex-bandleden
- John Ratkowski Jr. - Drums (1986-1987)
- Steve Brotherton - Gitaar (1986)
- Kurtis Jackson - Gitaar (1986)
- Jim Yuhas  Gitaar (1986-1987)
- Matt Fallon - Zang (1986-1987)
- Rob Affuso - Drums (1987-1998, 2002)
- Sebastian Bach - Zang (1987-1997)
- Shawn Mars - Zang (1997-1999)
- Charlie Mills - Drums (1999-2000)
- Johnny Solinger - Zang (1999-2015)
- Phil Varone - Drums (2000-2004)
- Dave Gara - Drums (2004-2010)
- Tim DiDuro - Drums (2004)
- Keri Kelli - Gitaar (2005)

## Trivia
- De band zou verward kunnen worden met de eerder opgerichte band Skid Row uit Ierland, met onder meer Gary Moore en Phil Lynott (beiden van Thin Lizzy) in de bezetting.[2] De overlevende leden van de Ierse Skid Row hebben een langlopend conflict met de Amerikaanse Skid Row.
- De naam van de band werd bedacht door Jon Bon Jovi.[3]
- Voormalig zanger Sebastian Bach, die in 1997 solo ging, geeft al jaren aan een terugkeer commercieel gezien zeer interessant te vinden, maar de overgebleven bandleden beschouwen hem niet als de daadwerkelijke zanger van Skid Row, ondanks het feit dat Skid Row de grootste successen beleefde met Sebastian Bach als zanger. De nummers Youth Gone Wild, 18 And Live en Pycho Love uit deze periode worden gezien als klassiekers van de band, maar Skid Row heeft in het verleden aangegeven er de voorkeur aan te geven de nummers door toenmalige zanger Johnny Solinger te horen zingen.[4]